# Ingravescentibus malis
Ingravescentibus malis ist eine Enzyklika von Papst Pius XI., sie wurde am 29. September 1937 veröffentlicht. Mit ihr wollte der Papst, angesichts der Weltsituation, alle Gläubigen auf das Rosenkranzgebet als Zuflucht der Kirche erinnern.

## Glaube und Gemeinschaft
In der Enzyklika beklagt er den Zerfall des Glaubens und ruft zur Gegenwehr auf, die derzeitige Situation versuche in einigen Regionen, das private Recht zu zerstören und die Gemeinschaft zu trennen. Er wendet sich gegen die Theorien des Kommunismus, welcher anstrebe, die Lebensart der christlichen Gemeinschaft zu zerstören.

## Gefahren
Des Weiteren beklagt er die Gefahren der Bürgerkriege, die von Menschen verursacht werden, welche die Auflösung des Sozialauftrages anstreben würden. Es wäre sein Vorgänger Papst Leo XIII. gewesen, der in mehreren Exhortatien – ruft Pius XI. in Erinnerung – die Gnade der Gottesmutter Maria erbeten habe, um den Schutz Gottes zu erflehen.

## Rosenkranzmonat Oktober
Besonders die Erscheinung der Heiligen Mutter in Lourdes müsse im Rosenkranzgebet, welches immer im Rosenkranzmonat Oktober begangen werden solle, die Kräfte zum Widerstand fördern. Der Rosenkranz diene nicht nur dazu, die Feinde Gottes und der Religion zu überwinden, sondern er bringe Anregungen und verstärke den Verstand zur Wahrheit, welche uns von Gott gegeben würde.

## Aufforderungen
Es seien die Väter und Mütter innerhalb der Familien, die das Gebet des Rosenkranzes ihren Kindern übermitteln müssten, damit diese in der Kraft des Glaubens aufwachsen könnten, fordert er von den Eltern.
In seiner abschließenden Exhortatio ermuntert er den Klerus nicht in der Praxis der Rosenkranzgebete nachlässig zu werden.